# خميس زقوت
خميس زقوت (6 فبراير 1965) هو رياضي بارالمبي فلسطيني.

## الحياة الشخصية
ولد خميس زقوت في غزة، ولديه تسعة أطفال. أصيب عام 1992 بعد سقوطه أثناء عمله في موقع بناء في فلسطين، ويستخدم كرسيًا متحركًا منذ ذلك الحين. ومنها بدأ مسيرته الرياضية، بعد تلقيه العلاج لعدة سنوات في مركز إعادة التأهيل في رام الله، وبحلول عام 2012 كان يقيم في مخيم للاجئين في خان يونس. وفي عام 2011، كان محور فيلم وثائقي أنتجته القناة التليفزيونية البريطانية، والذي قدم الرياضيين البارالمبيين في غزة.

## مهنة رياضية
بدأ بممارسة السباحة وكرة السلة، وأصبح كابتن المنتخب الفلسطيني، حتى اقترب من ألعاب القوى. ويتدرب حالياً في إحدى الحدائق بمدينة غزة. شارك في بطولة العالم عام 1998 وحصل على المركز الثاني في رمي القرص والرابع في رمي الرمح والخامس في رمي الجلة. وشارك في العديد من المسابقات الآسيوية.

## لندن 2012

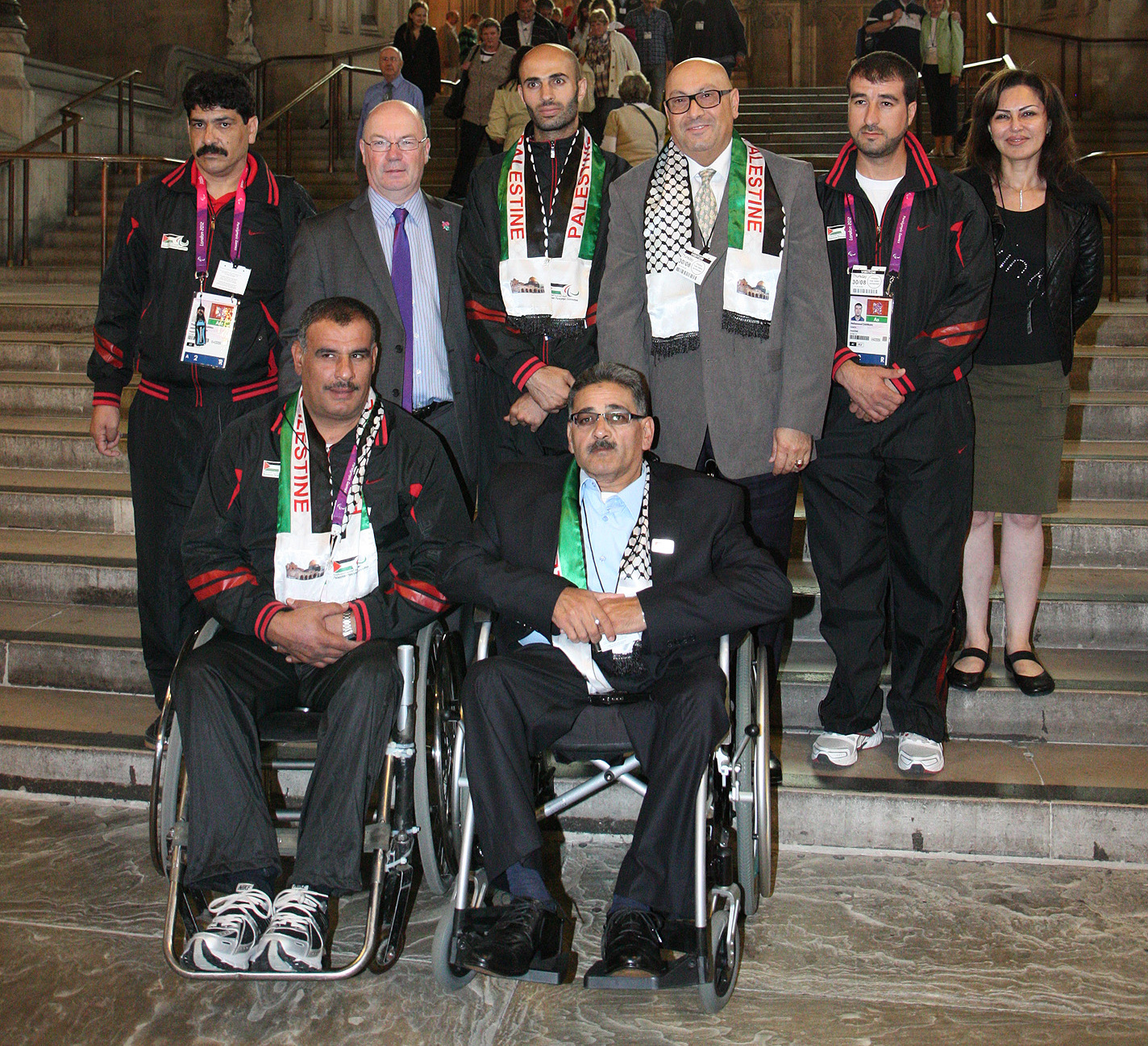
منتخب فلسطين في دورة الألعاب البارالمبية لندن 2012

شارك في دورة الألعاب البارالمبية الصيفية 2012 في لندن (المملكة المتحدة)، وكان حاملاً العلم الفلسطيني. وصل إلى الألعاب بعد التأهل في الدوحة، وفاز في رمي الجلة بمسافة 10.77 متر، على بعد زمن قصير من تحقيق الرقم القياسي الآسيوي البالغ 11.34 متر. وواصل تدريبه في قطر.
وفي التصفيات المؤهلة في دبي ( الإمارات العربية المتحدة) سجلت رقماً قياسياً عالمياً جديداً في إطلاق الوزن البارالمبي (على مسافة 11.40 متراً) وحصل على خمس ميداليات ذهبية.
تنافس في مسابقات الرمي ورمي القرص والرمح. وان أفضل نتيجة له المركز الرابع برمية 11.30 متر.